# France Football
Az 1946-ban alapított France Football egy francia hetilap, amely a világ minden tájáról származó labdarúgással kapcsolatos hírekkel foglalkozik. Európa egyik leghíresebb sportlapja, elsősorban fotográfiai jelentései, mélyreható és exkluzív interjúi és pontos statisztikái, valamint a Bajnokok Ligája mérkőzéseinek, és az európai topligákról való széles körű tudósításai miatt. Az újság először 1946-ban jelent meg, a kiadó központja Párizsban található.

## Története
A France Football az 1927 és 1944 között megjelenő Football magazinból jött létre, és csak úgy mint jogelődje, szintén a Francia labdarúgó-szövetség félig hivatalos sajtótermékének számított. A kezdetekben hagyományos újságként jelent meg, kizárólag fekete-fehérben; majd 1977 februárjától kezdődően (először a színes címlapot bemutatva) egyre többet dolgozott illusztrált, nagy méretű és színes fotókkal. Az eladott példányszám az ezt követő időszakban 120 000 (1975) és 213 000 példány (2004) közé volt tehető.
1974 és 1982 között, valamint 1997 és 2013 között heti két alkalommal - kedd és péntek - jelent meg, az 1978-tól 1982-ig terjedő időszakban pedig pénteken került a hírlapárusokhoz. 2013 áprilisától csak kedden jelent meg új szám, de a  2015. január 21-i, 3587. számmal ez szerdára változott.

### A France Football Aranylabdája
A Ballon d’Or, vagyis az Aranylabda a nemzetközi labdarúgás legnagyobb egyéni elismerése. A díjat 1956-ban alapította a lap és egészen 2009-ig önállóan adta át az év legjobbjának vélt labdarúgójának. 1995 óta az Európában játszó nem európai labdarúgók is megkaphatják, majd  2007-ben kiterjesztették valamennyi földrész labdarúgójára a szavazást. 2010-ben a díjat összevonták a FIFA év játékosa díjjal. 2016 szeptemberétől újra csak a France Football ítéi oda a díjat, kizárólag sportújságírók szavazatai alapján. 1959 óta a France Football adja át Az év francia labdarúgója díjat, 1968 és 1990 között pedig kiosztották a legjobb európai klubcsapat díját is.